# José María de Egaña Barrenechea
José María de Egaña Barrenechea (San Sebastián, 1956) es un médico español, especialista en cirugía vascular.
En 1995 introdujo en el País Vasco  la cirugía endovascular  para el tratamiento de la patología aneurismática aórtica,  convirtiéndose  su equipo  en el segundo en aplicar  esta técnica en España. 
La incorporación de este procedimiento,  menos invasivo que la cirugía abierta tradicional, supuso un hito en la cirugía vascular, al ofrecer mayor precisión y reducir  el impacto quirúrgico en los pacientes.

## Contexto histórico
En 1990, el cirujano argentino Juan Parodi , formado en el hospital de Cleveland,  utilizó por primera vez  un  injerto endoluminal   para tratar un aneurisma de aorta en el Instituto Cardiovascular de Buenos Aires. 
Aunque la técnica presentaba ventajas significativas respecto al abordaje abierto, la comunidad  médica recibió con recelo ésta nueva técnica que acabaría generalizándose. En la actualidad forma parte de la práctica habitual en los principales hospitales. 
En España, Manuel Maynar  realizó la primera intervención de éstas características en un aneurisma de aorta en el hospital de Las Palmas de Gran Canaria en 1994.

## Biografía
Nació en San Sebastián y siguiendo los pasos de su padre, se licenció en medicina por la Universidad Autónoma de Madrid en 1980.
Realizó la especialidad  vía m.i.r. de cirugía vascular en el hospital Ramón y Cajal de Madrid donde posteriormente obtuvo plaza de médico adjunto.
En 1993 se trasladó al Hospital Provincial de San Sebastián, actual Hospital Universitario Donostia, donde asumió la jefatura de sección de cirugía vascular.
Recién establecido en su hospital,  tuvo el  propósito de incorporar la nueva técnica para el tratamiento de los aneurismas de aorta, para lo que contó con la ayuda del médico radiólogo intervencionista Mariano de Blas.
En noviembre de 1995 realizaron los primeros tratamientos endovasculares aórticos con la colaboración del cirujano francés Claude Mialhe, pionero europeo en éstas técnicas. Fue la primera intervención endoaórtica en el País Vasco y la segunda realizada en España. 
Desde ese momento de  Egaña  promovió y formó equipos de  trabajo  entre distintas especialidades médicas involucradas en la cirugía vascular, coordinando a anestesistas, radiólogos intervencionistas, cirujanos, intensivistas e incluso profesionales del ámbito informático.
Entre 2011 y 2015 estuvo vinculado a la Universidad del País Vasco como docente en la Facultad de Medicina. Asimismo, desarrolló labores de investigación en el Instituto de Investigación Sanitaria Biodonostia (actual Biogipuzkoa).
En definitiva, está considerado como  uno de los pioneros  de la cirugía endovascular aórtica en España.